# S-5 (Rakete)

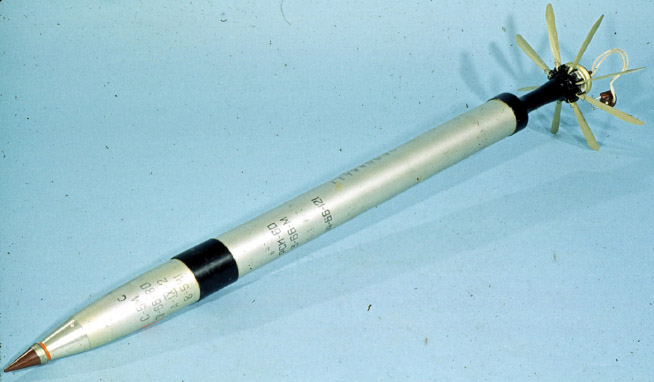
Rakete S-5M

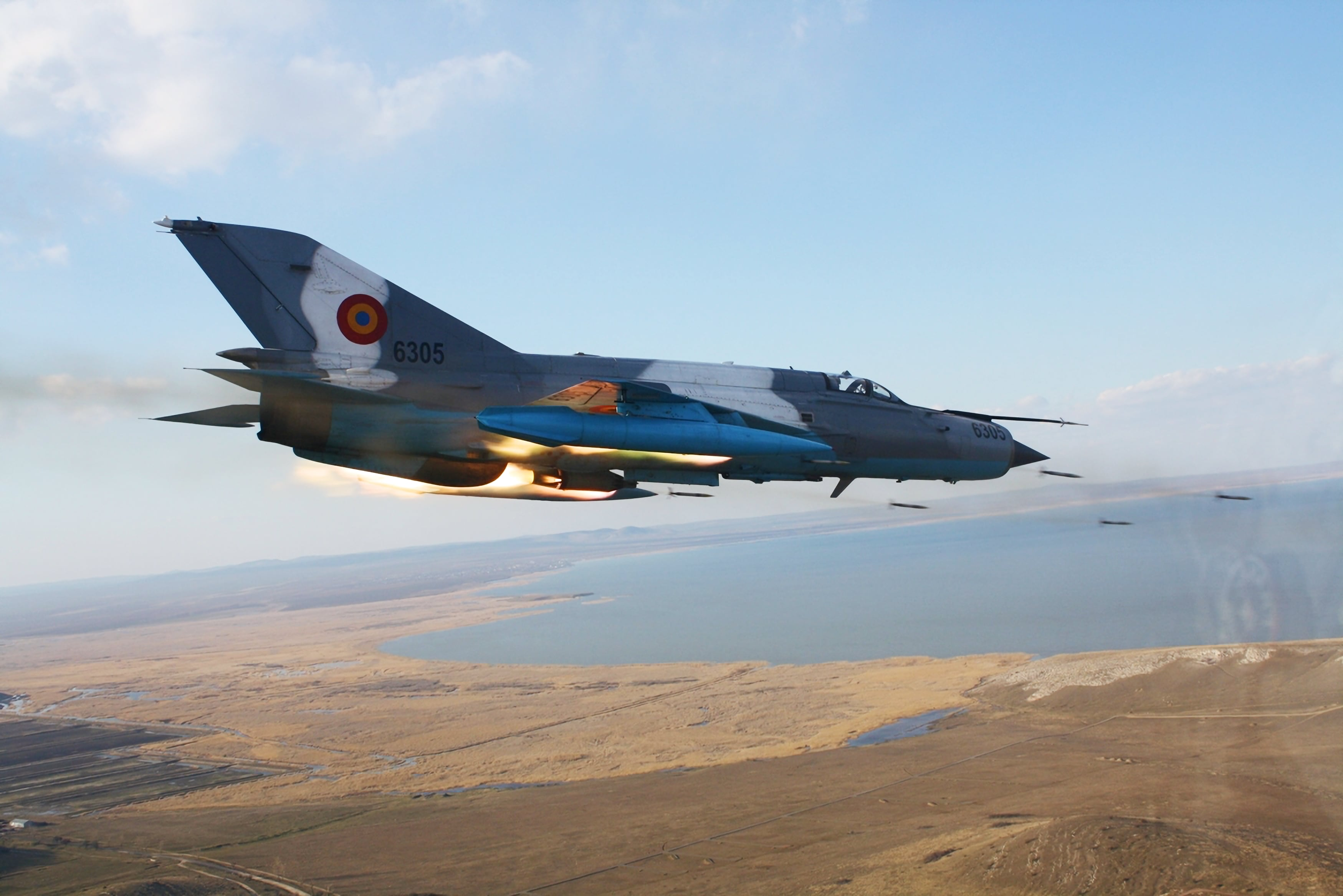
Abfeuern von Luft-Boden-Raketen S-5 von einer rumänischen MiG-21

Der Name S-5 bezeichnet eine Familie ungelenkter Luft-Boden-Raketen, die in der Sowjetunion entwickelt und bei den sowjetischen Luftstreitkräften sowie bei den Luftstreitkräften diverser anderer Länder eingesetzt wurde. Ursprünglich wurde die Rakete als Luft-Luft-Rakete zur Bekämpfung feindlicher Luftziele entwickelt. Spätere Versionen der Rakete dienten vorrangig zur Bekämpfung weicher, halbharter und harter Ziele am Boden.

## Entwicklungsgeschichte
Im Jahr 1946 wurde das damalige OKB-16 (jetzt KB Totschmasch – russisch: КБ „Точмаш“) mit der Untersuchung der Nutzung ungelenkter Raketen als Flugzeugbewaffnung beauftragt. Das OKB-16 war zum damaligen Zeitpunkt für die Konstruktion von Bordwaffen von Flugzeugen verantwortlich, Konstruktionen wie die Bordkanone N-23 und ihre Nachfolger wurden in diesem Konstruktionsbüro entwickelt. Ungelenkte Raketen waren bereits während des Zweiten Weltkrieges unter anderem in Deutschland entwickelt und gegen Kriegsende auch eingesetzt worden. Im OKB-16 wurde die deutsche 55-mm-Luft-Luft-Rakete R4M eingehend untersucht.
Konzeptionell war die neue Waffe zur Bekämpfung von Luftzielen vorgesehen. Vorrangig sollten schwere Bombenflugzeuge mit einer Salve von ungelenkten Raketen bekämpft werden. Dabei wurde davon ausgegangen, dass mindestens eine Rakete der Salve das Luftziel traf und dort schwere Beschädigungen hervorrief. Die geringe Treffergenauigkeit der einzelnen ungelenkten Rakete wurde bei diesem Verfahren durch die relativ hohe Anzahl der verschossenen Raketen in einer Salve kompensiert.
Die Waffe wurde in den frühen 1950er-Jahren als Bestandteil des Waffensystems AS-5 für das erste sowjetische Überschalljagdflugzeug MiG-19 entwickelt. Erprobt wurde das System in verschiedenen Konfigurationen an MiG-15 und an MiG-17. Die abschließenden Erprobungen an einer MiG-17PF fanden im Januar 1955 statt. Die Erprobungen zeigten jedoch, dass die Waffe gegen Luftziele nicht die erwartete Wirkung zeigte. Dennoch wurde das System im April 1955 in die Bewaffnung der Sowjetarmee übernommen, die Rakete ARS-57 erhielt die militärische Bezeichnung S-5.

## Konstruktion

### Rakete
Die Rakete mit dem Kaliber 55 mm wird aus einem Startrohr mit dem Kaliber 57 mm abgefeuert. Die Rakete selbst besteht aus einem Stahlrohr. Im hinteren Teil des Rohres befindet sich der Feststoffmotor, im vorderen Teil der Gefechtskopf. Ausgelöst wird der Gefechtskopf durch einen mechanischen Aufschlagzünder. Die Düse des Feststoffmotors hat einen deutlich kleineren Durchmesser als der Flugkörper. Am hinteren Rand der Düse befindet sich ein Ring, an dem acht faltbare Stabilisierungsflächen befestigt sind. Vor dem Start sind die Flächen nach vorn geklappt und füllen den Raum zwischen Düse und Startrohr aus. Nach dem Verlassen des Startrohres klappen die Stabilisierungsflächen durch Federkraft aus. Während des Fluges der Rakete wird die Flugbahn durch den durch die Flächen bewirkten Drall stabilisiert. Die Rakete dreht sich dabei mit 750/min um ihre Längsachse. Der Feststoffmotor hat eine Brennschlusszeit von 1,1 s, bis zum Brennschluss legt die Rakete eine Strecke von ungefähr 300 m zurück. Die Reichweite der Rakete beträgt 3–4 km.

### Startbehälter

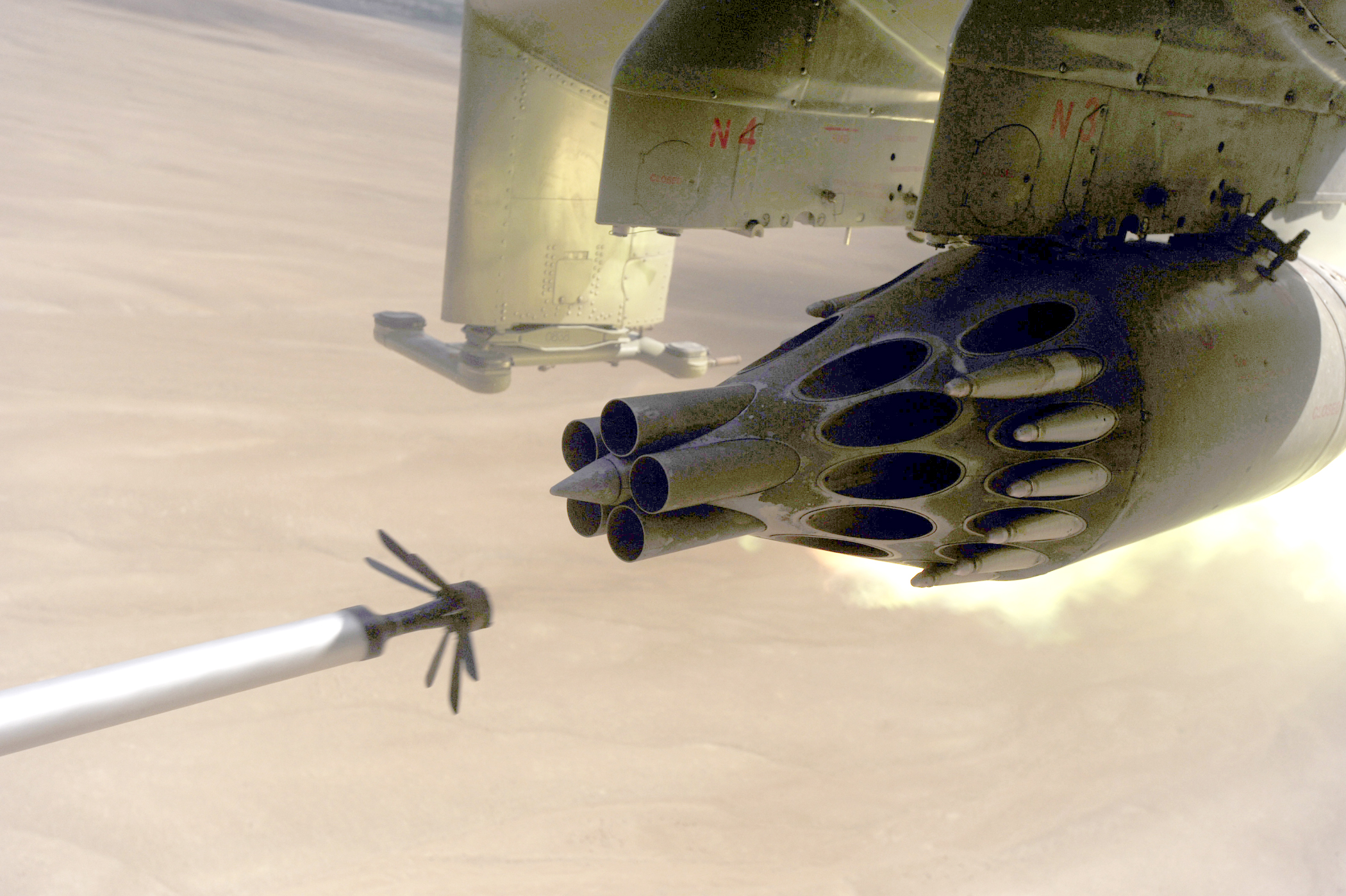
Eine S-5 Rakete kurz nach dem Verlassen eines UB-32-Behälters

Die Rakete wird aus einem Startbehälter abgefeuert. Es wurden verschiedene Startbehälter entwickelt, die 4 bis 32 Raketen aufnehmen können. Der ORO-57 stellt die erste Generation von Startbehältern für die Rakete dar. Er wurde in Versionen für vier, acht oder 16 Raketen gebaut. Am weitesten verbreitet war die Ausführung für acht Raketen, die vor allem an der MiG-19 zum Einsatz kam. Ab Anfang der 1960er-Jahre kam der UB-16-57 zum Einsatz. Dabei steht UB für „Universal-Block“ und deutet darauf hin, dass der Behälter an allen geeigneten Aufhängungen der meisten sowjetischen Flugzeuge und Hubschrauber angehängt werden konnte, die Zahl 16 für die Anzahl der Raketen im Behälter und die Zahl 57 für das Kaliber des Startrohres in mm. Die erste Variante besaß ein konisch geformtes Vorderteil, die modernisierte Variante UB-16-57D ein stumpfes. Ab 1968 wurde die Version UB-16-57UMP produziert. Das Vorderteil des Behälters lief konisch zu, die fünf inneren Startrohre ragten jedoch aus dem Konus heraus. Der UB-32 für 32 Raketen wurde in den 1970er-Jahren entwickelt. Er fand an schwereren Flugzeugen Verwendung. In Polen wurde der Startbehälter Mars-2 für 16 Raketen produziert.
Für ausgewählte Versionen gelten die nachfolgenden Maße und Gewichte:
|                              | ORO-57K | UB-16-57UMP      | UB-32                                                   |
| ---------------------------- | ------- | ---------------- | ------------------------------------------------------- |
| Anzahl Raketen               | 8       | 16               | 32                                                      |
| Länge, mm                    | 1447    | 1880             | 2080                                                    |
| Durchmesser, mm              | 220     | 335              | 481                                                     |
| Leergewicht, kg              | 33      | 57               | 103                                                     |
| Gewicht, aufmunitioniert, kg | 64      | 138              | 264                                                     |
| Träger                       | MiG-19  | MiG-21 Su-7 Mi-8 | MiG-21 MiG-23 MiG-27 Su-7 Su-17/20/22 Su-25 Mi-17 Mi-24 |

### Gefechtskopf
Ursprünglich kam ein Splitterspreng-Gefechtskopf mit Aufschlagzünder zum Einsatz. Da der Einsatz gegen Luftziele wenig erfolgversprechend war und auch bald gelenkte Luft-Luft-Raketen zur Verfügung standen, wurde die S-5 vorrangig gegen Bodenziele eingesetzt. Für diesen Verwendungszweck wurden sowohl Splitterspreng-Gefechtsköpfe, Gefechtsköpfe mit Hohlladung sowie Flechetten entwickelt. Für den Eigenschutz stehen Raketen, die Düppel ausstoßen, sogenannte Chaffs, als auch Raketen mit Infrarottäuschkörpern, sogenannte Flares, zur Verfügung.
| Bezeichnung    | Typ         | Länge über alles | Startgewicht | Gewicht Gefechtskopf | Anmerkung                                                               |
| -------------- | ----------- | ---------------- | ------------ | -------------------- | ----------------------------------------------------------------------- |
| S-5            | GP          | 0,915 m          | 3,99 kg      | 1,16 kg              | Aufschlagzünder                                                         |
| S-5M           | HE-FRAG     | ?                | ?            | ?                    | 75 Splitter                                                             |
| S-5M1          | HE-FRAG     | 0,882 m          | 3,86 kg      | 0,8 kg               | 75 Splitter                                                             |
| S-5MO          | FRAG        | 0,998 m          | 4,82 kg      | 0,8 kg               | Gefechtskopf mit 20 Ringen, die insgesamt in 360 Fragmente zerfallen    |
| S-5K           | HEAT        | ?                | ?            | ?                    | Hohlladung, Durchschlagsleistung 130 mm                                 |
| S-5K1          | HEAT        | 0,83 m           | 3,64 kg      | 1,1 kg               | Hohlladung, Durchschlagsleistung 130 mm                                 |
| S-5KO          | HEAT / FRAG | 0,987 m          | 4,43 kg      | 1,36 kg              | Gefechtskopf mit 10 Ringen, die insgesamt in 220 Fragmente zerfallen    |
| S-5KP          | HEAT / FRAG | ?                | ?            | ?                    | Splittermantel aus gewickeltem Draht, piezoelektrischer Aufschlagzünder |
| S-5KPB         | HEAT / FRAG | 1,079 m          | 5,01 kg      | 1,8 kg               | Splittermantel aus gewickeltem Draht, piezoelektrischer Aufschlagzünder |
| S-5S           | Flechette   | ?                | ?            | ?                    | 1000 bis 1100 Flechetten mit 40 mm Länge                                |
| S-5SB          | Flechette   | ?                | ?            | ?                    | 1000 bis 1100 Flechetten mit 40 mm Länge                                |
| S-5P (PARS-57) | Chaff       | ?                | ?            |                      | Radartäuschkörper                                                       |
| S-5P1          | Chaff       | 1,073 m          | 5,04 kg      |                      | Radartäuschkörper                                                       |
| S-5-O          | Flare       | ?                | ?            | ?                    | Infrarottäuschkörper / Gefechtsfeldbeleuchtung                          |
| S-5-O1         | Flare       | 0,948 m          | 4,94 kg      | 1,73 kg              | Fallschirmleuchtgeschoss                                                |

## Einsatz
Die Waffe fand in den Teilnehmerstaaten des Warschauer Pakts als auch in Staaten der dritten Welt eine weite Verbreitung. Praktisch wurde sie von allen Ländern beschafft, die sowjetische Kampfflugzeuge und Hubschrauber oder deren chinesische Derivate einsetzten.
Die S-5 kam in den 1980er-Jahren auf sowjetischer Seite in Afghanistan zum Einsatz. Abgefeuert wurde sie vor allem von Schlachtflugzeugen Su-25 und Kampfhubschraubern Mi-24. Die Wirkung im Ziel war jedoch gering. Nach Berichten von Piloten strebten die Raketen einer Salve wie die Blütenblätter einer Tulpe auseinander. Auch die Wirkung des Gefechtskopfes ließ zu wünschen übrig; nach Meinung der Piloten war er nur geeignet, um „die Fersen der Mudschahidin zu kitzeln“. Die sowjetischen Luftstreitkräfte gingen daher schnell zum Einsatz von Raketen größeren Kalibers wie der S-8 über.
Am 6. Januar 2009 meldeten die Israel Defense Forces den Start einer S-5K aus dem Gazastreifen auf ein Ziel in Israel. Nach Angaben der IDF wurde die Rakete vom Boden aus gestartet. Im Vergleich zur Kassam-Rakete enthält der Gefechtskopf einer S-5 mehr Sprengstoff, die Waffe ist aber weniger genau.

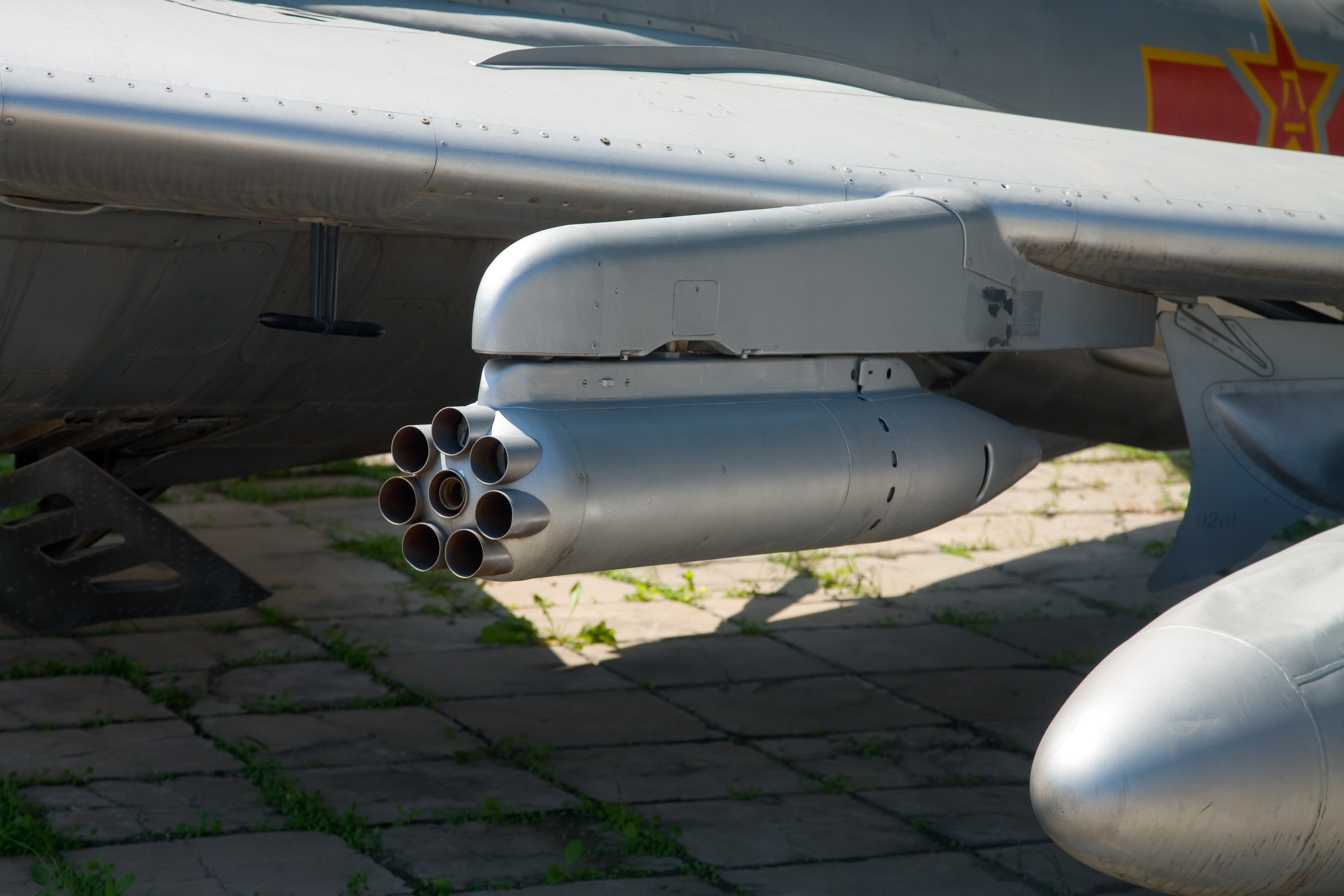
Startbehälter ORO-57K an einer J-6 (chinesische Lizenzproduktion der MiG-19)
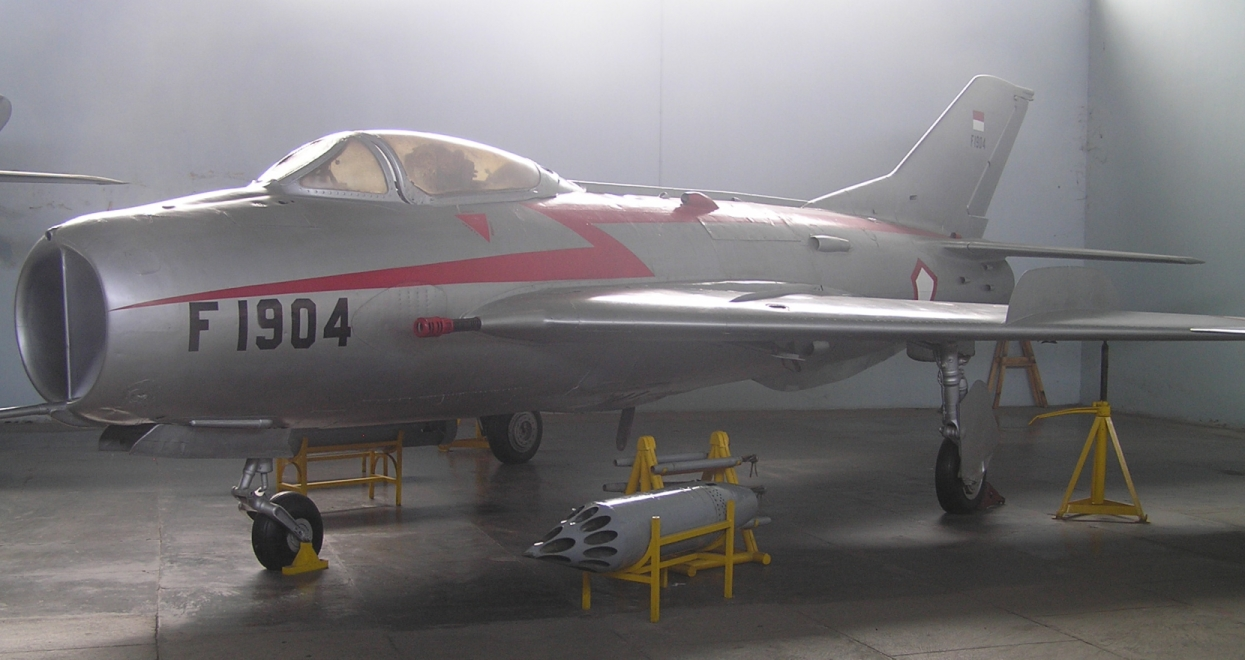
Startbehälter UB-16-57 an einer MiG-19
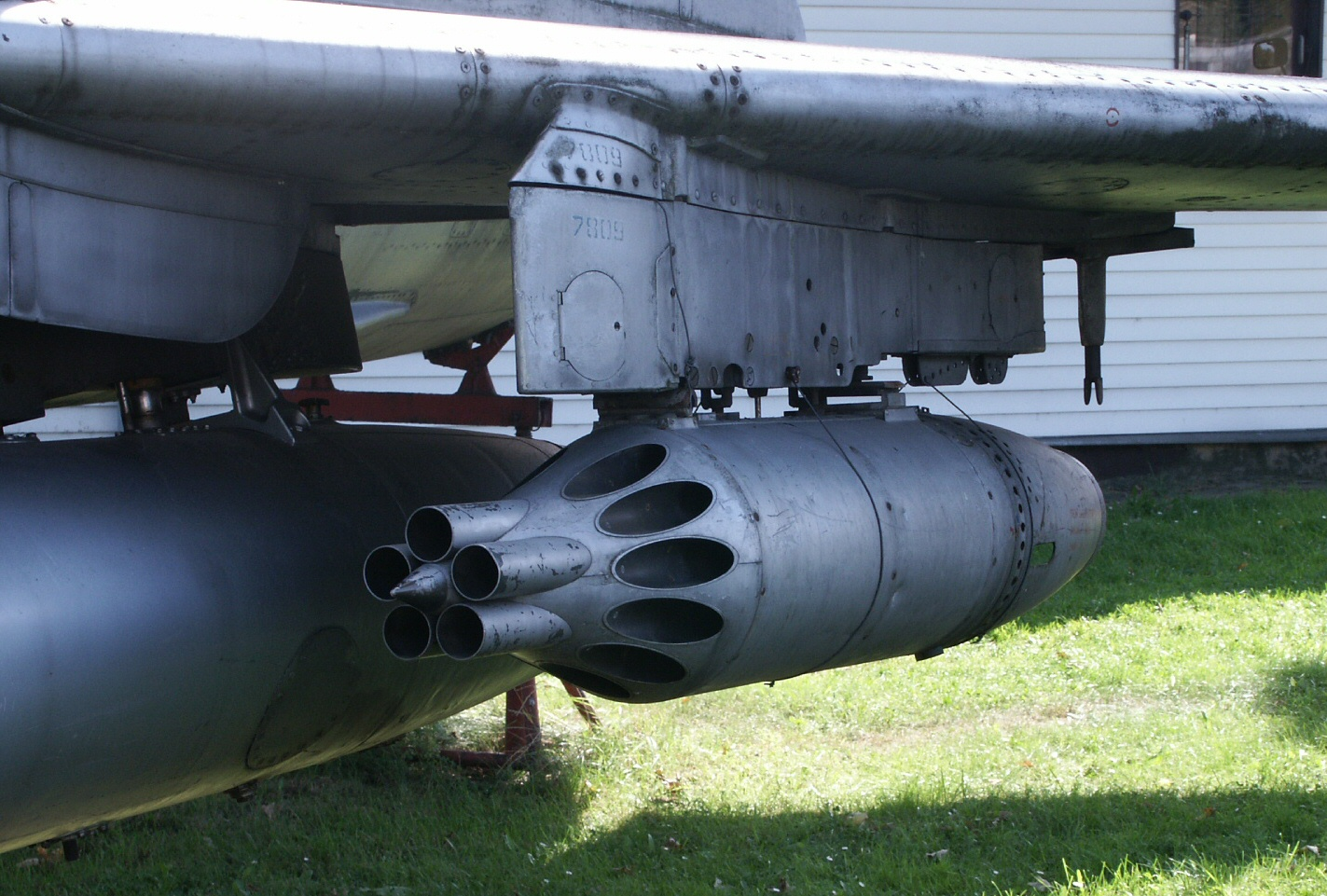
Startbehälter UB-16-57UMP an einer Su-7BKL
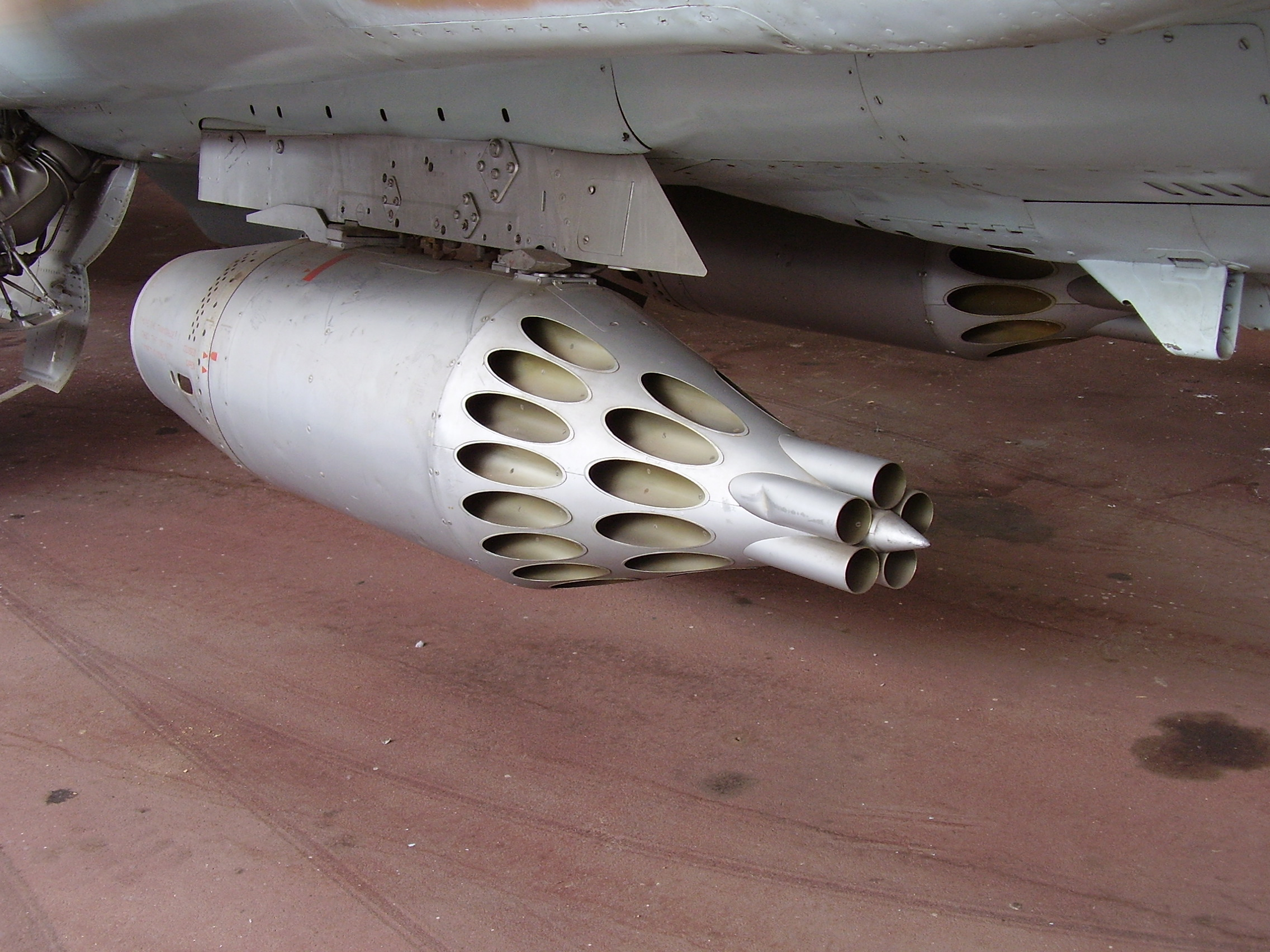
Startbehälter UB-32 an einer MiG-23
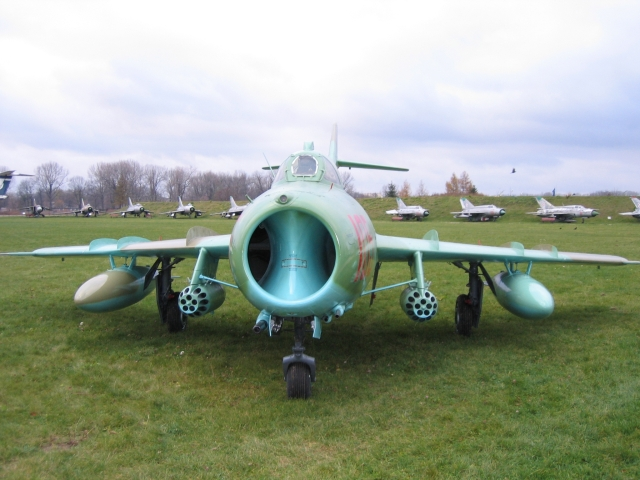
Startbehälter Mars-2 an einer Lim-6bis
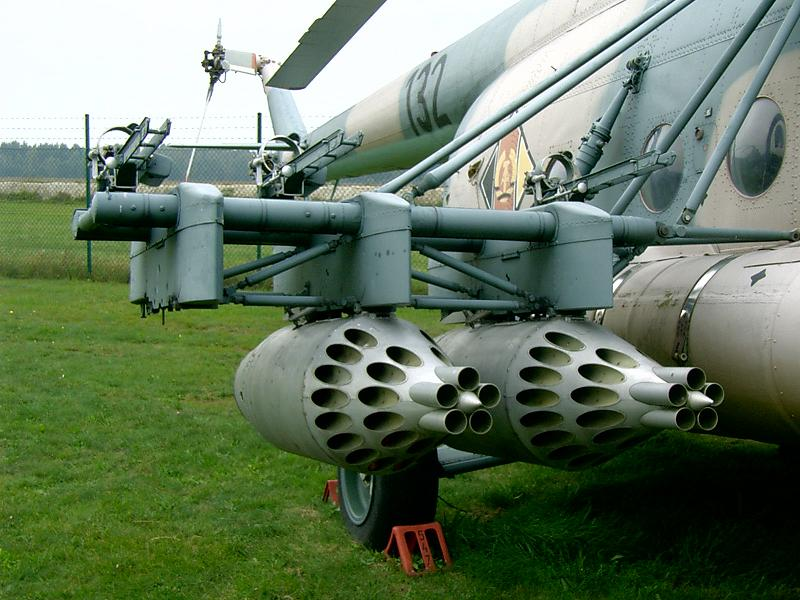
UB-32 an einem Mi-8
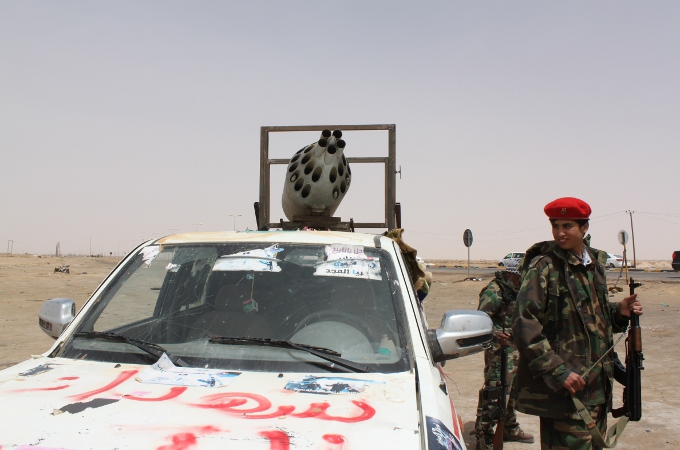
Improvisiert montierter UB-32 auf einem Technical 2011